# Tyrannochthonius steevesi
Espèce
Tyrannochthonius steevesi est une espèce de pseudoscorpions de la famille des Chthoniidae.

## Distribution
Cette espèce est endémique du Tennessee aux États-Unis,. Elle se rencontre dans la grotte Pratt Cave dans le comté de Pickett.

## Description
La femelle holotype mesure 1,55 mm et le mâle paratype 1,40 mm.

## Étymologie
Cette espèce est nommée en l'honneur de Harrison R. Steeves.

## Publication originale
- Muchmore, 1996 : The genus Tyrannochthonius in the eastern United States (Pseudoscorpionida: Chthoniidae). Part II. More recently discovered species. Insecta Mundi, vol. 10, p. 153-168 (texte intégral).